# Geschlönz

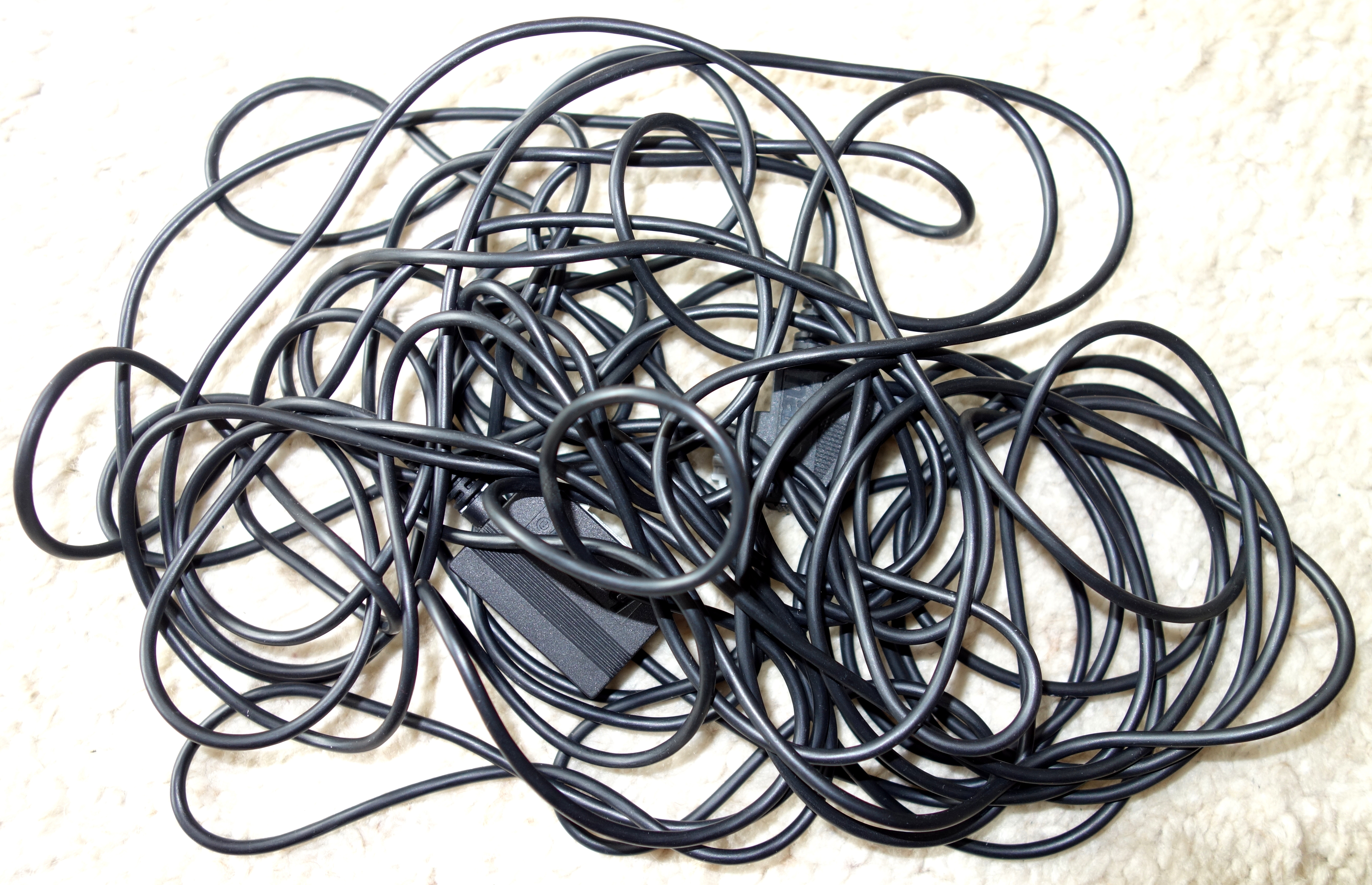
Kabelgeschlönz

Als Geschlönz (auch: Geschlönze, Geschlöns, Geschlüns, Geschlonz, Geschlürnze) werden umgangssprachlich Dinge bezeichnet, welche in nicht erkennbarer Ordnung miteinander verbunden oder ineinander verhakt sind.

## Herkunft und Verwendung
Ursprünglich bezeichnete der Begriff die Eingeweide von Tieren, später auch von Menschen.
Heute ist er vor allem im westfälischen Raum, insbesondere im Ruhrgebiet und im Sauerland, gebräuchlich und wird insbesondere im Zusammenhang mit zu entwirrenden Kabeln, Fäden oder Schnüren verwendet.
Auch als Synonym für Abfall oder Überflüssiges wird das Wort mitunter gebraucht.
Ein Beispiel für die Verwendung in der Ruhrgebietssprache ist folgender Satz: „Nimma dein Geschlönze vonnet Sofa!“